# Tim Floyd
Tim Floyd (* 25. Februar 1954 in Hattiesburg, Mississippi) ist ein US-amerikanischer Basketballtrainer.
In der NBA betreute er die Chicago Bulls und die New Orleans Hornets. In Chicago wurde er 1998 Nachfolger von Phil Jackson und übernahm das Amt, nachdem Michael Jordan, Scottie Pippen und Dennis Rodman die Mannschaft verlassen hatten.

## Persönliches
Floyd wurde 1954 in Hattiesburg im US-Bundesstaat Mississippi geboren. Zunächst besuchte er die University of Southern Mississippi, wechselte dann allerdings an die Louisiana Tech University, da er dort ein Sportstipendium bekam. Dort schloss er sein Studium 1977 ab.
Floyd ist verheiratet und hat eine Tochter.

## Trainerkarriere

### University of Texas at El Paso
Floyd begann seine Karriere als Assistenztrainer an der University of Texas at El Paso unter Cheftrainer (und Hall-of-Fame-Mitglied) Don Haskins. In dieser Zeit gewann die Universität viermal den Titel in der Western Athletic Conference. Zudem wurde man dreimal in Folge (1984–1986) ins Meisterschaftsturnier der NCAA und ebenfalls dreimal zum NIT eingeladen. 

### University of Idaho
Seine erste Station als Cheftrainer war die University of Idaho. Dort folgte er Bill Trumbo nach, der in seinen drei Jahren als Cheftrainer die Saison stets auf dem letzten Platz der Big Sky Conference beendet hatte. Floyd gelang es bereits in seinem ersten Jahr, diese Negativserie zu durchbrechen und die Saison mit einer positiven Bilanz zu beenden (16 Siege, 14 Niederlagen). Seine zweite Saison beendete er schon auf dem zweiten Platz der Big Sky Conference.

### University of New Orleans
In seinen sechs Jahren als Cheftrainer an der University of New Orleans erreichte Floyd eine Bilanz von 127 Siegen und 58 Niederlagen. In dieser Zeit nahm er dreimal am NIT und zweimal an der NCAA-Endrunde teil, kam aber nur 1990 (NIT-Viertelfinale) und 1994 (zweite Runde des NIT) über die erste Runde hinaus. In New Orleans förderte Floyd Ervin Johnson, dem er einen Platz in seiner Mannschaft anbot, obwohl Johnson zuvor jahrelang kein Basketball gespielt hatte. Johnson entwickelte sich unter Floyd zum uneingeschränkten Leistungsträger und spielte später lange in der NBA.

### Iowa State
Im Mai 1994 übernahm Floyd den Cheftrainerposten an der Iowa State University. Dort kam er in vier Jahren auf eine Bilanz von 81 Siegen und 49 Niederlagen. 
In seinem ersten Jahr gelang Floyd mit 23 eine Anzahl an Siegen, die zuvor noch von keinem Trainer bei Iowa State erreicht worden war. Angeführt vom späteren NBA-Spieler Fred Hoiberg erreichte Floyds Mannschaft die zweite Runde der NCAA-Endrunde. Im folgenden Jahr verbesserte Floyd die Bilanz sogar auf 24 Siege und gewann die Big Eight Conference. In der nachfolgenden NCAA-Endrunde schied man zwar erneut in der zweiten Runde aus, dennoch wurde Floyd bei der Wahl zum Trainer des Jahres auf den zweiten Platz gewählt.
In der Saison 1996/97 gewann Floyd 22 Spiele und erreichte mit Iowa State erstmals seit elf Jahren wieder die dritte Runde der NCAA-Endrunde. Dort verlor man erst nach Verlängerung gegen UCLA.
In seiner letzten Saison in Iowa gewann die Mannschaft lediglich zwölf Spiele und verpasste die Endrunde. Floyd verließ daraufhin die Universität. In der Folge zogen auch die beiden späteren NBA-Spieler Nick Collison und Kirk Hinrich ihre Zusage zurück, für die Iowa State University spielen zu wollen.

### Chicago Bulls
Nachdem Michael Jordan, Scottie Pippen, Dennis Rodman und Cheftrainer Phil Jackson die Chicago Bulls im Sommer 1998 verlassen hatten, heuerten diese Floyd für den Neuaufbau an. Doch Floyd gelang es nicht, Chicago in die Erfolgsspur zurückzuführen. In keiner Saison seiner Amtszeit gewann Floyd mit der Mannschaft mehr als 17 Spiele. Nachdem die Saison 2001/02 mit einer Bilanz von vier Siegen und 21 Niederlagen begonnen hatte, trat Floyd am 24. Dezember 2001 von seinem Amt zurück.

### New Orleans
In der Saison 2003/04 trainierte Floyd die New Orleans Hornets. Obwohl die Mannschaft die zweite Saisonhälfte ohne ihren Starspieler Jamal Mashburn bestreiten musste, erreichte Floyd eine ausgeglichene Bilanz von 41 Siegen und 41 Niederlagen und erreicht die Playoffs. Dort verlor man allerdings gegen die Miami Heat. Daraufhin wurde Floyd entlassen. 

### University of Southern California
Anfang 2005 wurde Floyd als Cheftrainer der University of Southern California vorgestellt. Zunächst hatte die Universität bereits Rick Majerus verpflichtet, dieser hatte aber schon fünf Tage später seine Zusage zurückgezogen. 
Floyd erreichte eine Bilanz von 85 Siegen und 50 Niederlagen. Allerdings wurden seine 21 Siege der Saison 2007/08 aberkannt, da er unerlaubterweise Geld bezahlt haben soll, um O.J. Mayo für seine Hochschulmannschaft zu verpflichten. Sein größter Erfolg war das Erreichen der dritten Runde der NCAA-Endrunde im Jahr 2007. 
Nachdem sich mehrere wichtige Spieler für einen Wechsel in die NBA entschieden hatten und die Vorwürfe bezüglich der Verpflichtung O.J. Mayos aufkamen, trat Floyd im Sommer 2009 zurück.

### University of Texas at El Paso
Im Frühjahr 2010 unterschrieb Floyd als Cheftrainer bei der University of Texas at El Paso. Ende November 2017 trat er von dem Amt zurück und beendete seine Trainerlaufbahn. Während seiner Amtszeit an der University of Texas at El Paso kam seine Mannschaft auf 138 Siege und 99 Niederlagen. Während seiner Laufbahn erreichte Floyd in der NCAA mit seinen Mannschaften insgesamt eine Bilanz von 466 Siegen sowie 279 Niederlagen.

## Bekannte Spieler
Folgende bekannte NBA-Spieler liefen unter Tim Floyd als Cheftrainer auf. In Klammern die Mannschaft, in der sie unter Floyd spielten.
- Ron Artest (Chicago Bulls)
- Elton Brand (Chicago Bulls)
- Kelvin Cato (Iowa State)
- Tyson Chandler (Chicago Bulls)
- Eddy Curry (Chicago Bulls)
- Marcus Fizer (Iowa State/Chicago Bulls)
- Fred Hoiberg (Iowa State)
- Ervin Johnson (University of New Orleans)
- Jamal Mashburn (New Orleans Hornets)
- O.J. Mayo (University of Southern California)
- Jalen Rose (Chicago Bulls)
- Paul Shirley (Iowa State)